# San Gregorio di Catania
San Gregorio di Catania (Santu Grigòrju in siciliano) è un comune italiano di 11 490 abitanti della città metropolitana di Catania in Sicilia.

## Geografia fisica

### Territorio
San Gregorio di Catania ha una superficie di 552 ettari. Sorge in una zona collinare, posta a 321 m s.l.m. Il suo territorio confina con i comuni di Aci Castello, Catania, San Giovanni la Punta, Tremestieri Etneo, Valverde.

## Storia
Il nome venne dato al paese in onore dell'omonimo Papa, la cui madre era di origini siciliane, e il primo nucleo abitato fu uno dei cosiddetti 13 "Casali di Catania". 
Nel XVII secolo appartenne alla nobile famiglia dei Massa, duchi di Paternò.
Nel 1812, con l'abolizione del feudalesimo e del baronaggio, ai giurati successe il decurionato, un gruppo di 10 uomini eletti dal popolo e approvati dal re.
Nel tempo il paese fu sotto la giurisdizione del comune di Catania prima e di Aci Castello dopo, sino al 1856 quando divenne comune autonomo.
Con l'unità d'Italia, nel 1860, anche il decurionato fu abolito e subentrò l'attuale sistema amministrativo, ad eccezione del periodo fascista durante il quale il sindaco era sostituito dal podestà. 
Di notevole interesse architettonico risultano essere la Chiesa Madre, in stile barocco, la Chiesa di S. Filippo d'Argirò, fatta costruire nel 1505 dal signore Alvaro Paternò e adibita a cappella di famiglia, che presenta una struttura tipica delle chiese votive medioevali, e la Chiesa dell'Immacolata, di epoca normanna e più volte rimaneggiata nel corso degli anni.

## Monumenti e luoghi d'interesse

### Architetture religiose
- Chiesa di San Filippo d'Argirò
- Chiesa dell'Immacolata

### Aree naturali
- Riserva naturale integrale Complesso Immacolatelle e Micio Conti

## Società

### Evoluzione demografica
Abitanti censiti

### Economia
Secondo i dati pubblicati dal Ministero dell'Economia il 3 marzo 2017, e relativi alle dichiarazioni dei redditi delle persone fisiche nell'anno 2016, San Gregorio di Catania con 23944 € pro-capite, si classifica al 1º posto tra i dieci comuni più ricchi della Sicilia (il valore medio nazionale è pari a 20690 € pro-capite) Per avere un termine di paragone, Palermo è al 6º posto con 19476 €) e Catania (la città metropolitana di cui fa parte San Gregorio) si classifica al 15º posto con 18039 €..

## Amministrazione
Di seguito è presentata una tabella relativa alle amministrazioni che si sono succedute in questo comune.
| Periodo          | Periodo          | Primo cittadino         | Partito                            | Carica  | Note  |
| ---------------- | ---------------- | ----------------------- | ---------------------------------- | ------- | ----- |
| 30 giugno 1989   | 19 marzo 1990    | Vito Russo              | Democrazia Cristiana               | Sindaco | [ 6 ] |
| 19 marzo 1990    | 4 settembre 1990 | Carmelo Miuccio         | Partito Socialista Italiano        | Sindaco | [ 6 ] |
| 4 settembre 1990 | 20 luglio 1991   | Mario Cardillo          | Democrazia Cristiana               | Sindaco | [ 6 ] |
| 1º agosto 1991   | 15 luglio 1992   | Vincenzo Catalano       | Democrazia Cristiana               | Sindaco | [ 6 ] |
| 23 luglio 1992   | 8 gennaio 1993   | Vincenzo Catalano       | Democrazia Cristiana               | Sindaco | [ 6 ] |
| 31 gennaio 1994  | 25 maggio 1998   | Paolo Saija             | Partito Democratico della Sinistra | Sindaco | [ 6 ] |
| 25 maggio 1998   | 27 maggio 2003   | Domenico Balsamo        | Cristiani Democratici Uniti        | Sindaco | [ 6 ] |
| 27 maggio 2003   | 1º luglio 2008   | Domenico Balsamo        | centro-destra                      | Sindaco | [ 6 ] |
| 1º luglio 2008   | 17 giugno 2013   | Remo Francesco Palermo  | Partito Democratico                | Sindaco | [ 6 ] |
| 12 maggio 2018   | 29 maggio 2023   | Carmelo Antonio Corsaro | centro-destra                      | Sindaco | [ 6 ] |
| 29 maggio 2023   | “in carica”      | Sebastiano Sgroi        | Lista Civica                       | Sindaco | [ 6 ] |

### Altre informazioni amministrative
Il comune di San Gregorio di Catania fa parte delle seguenti organizzazioni sovracomunali: regione agraria n.8 (Piana di Catania).

## Sport

### Rugby
- San Gregorio Rugby

### Calcio
- L'ASD Club Calcio San Gregorio milita nel campionato di Prima Categoria Sicilia.

### Atletica Leggera
- A.S.D. Polisportiva Fiamma San Gregorio

### Calcio a 5
- A.S.D. P.G.S. Don Vincenzo Scuderi